# Szilli rablógyilkosság
A szilli rablógyilkosság 1896. június 28-án hajnalban Szill községben (ma: Somogyszil) történt emberölés, melynek során Adler József 54 éves korcsmárost, a feleségét, a 44 éves Weisz Katalint és két gyermeküket, a 13 éves Aladárt és a 11 éves Bélát kegyetlenül lemészárolták. A rablógyilkos a korcsmáros másik három kisgyermekének megkegyelmezett, ez okozta a vesztét.

## Az események
A gyilkosság vasárnap virradat előtt 2 óra tájban történt és csakhamar híre ment az egész községben, a korcsma előtt százával futottak össze a jajveszékelő emberek. A házba belépve Adler, a korcsmáros, ott feküdt az ivószoba padlóján, fejszével betört fejjel, átmetszett torokkal. A másik szobában jóval nagyobb vértócsában feküdt a felesége, aki valószínűleg segítségére akart menni a férjének, vagy menekülni igyekezett gyermekeivel, mert ölében szorítva tartotta a harmadik holttestet, a 11 esztendős Bélát. Mindkettőjüknek szét volt zúzva a koponyájuk. A kis Aladár mellettük feküdt, alig volt véres, valószínűleg már az első halántékcsapás megölte. A sarokban egy kopott barna bölcsőben sírt a harmadféléves Sarolta, akit a gyilkos nem bántott. 
Hamarosan megtalálták a kertben a cirokbokrok között az ötesztendős Lacikát is, aki eleinte nem mert előjönni, és vele előkerült testvére a tízesztendős Irénke is, akitől megtudták, hogy mi történt hajnalban.
Hajnalban valaki kopogtatott a korcsmaajtón és pálinkát kért. Adler erre fölkelt, gyertyát gyújtott, és kinyitotta az ajtót. Irénke annyit látott a másik szobából, hogy egy magas ember lépett be, elfújta a gyertyát és veszekedni kezdett a korcsmárossal. Ezután ütéseket, fejszecsapásokat hallott és édesanyja sikoltását, aki az ágyból kiugorva azt kiáltotta, "Gábor bácsi, ne bántsa az uramat!"
A gyilkos a vérengzés után a kislány elé állt és arra kérte, hogy mutassa meg, hogy hol tartják a pénzüket. A kisleány a ládára  mutatott, a gyilkos fejszével feltörte azt és 15 forint készpénzt kivett belőle. Távozás közben azt mondta a kis Irénkének: "Ennek köszönheted, hogy te is úgy nem jártál, mint a többi."

## A nyomozás
A szomszédok értesítették a meggyilkolt korcsmáros felnőtt fiát, aki Tabon állatorvos volt és Göllében lakó leányát, meg a korcsmáros testvérét. Miután megérkeztek, a csendőrség is átsietett Igalból; délután Percze vizsgálóbíró jött meg Szigethi törvényszéki orvossal, aki a helybeli körorvossal együtt este 7 óráig végezte az áldozatok boncolását.
A csendőrség buzgón kutatta azt a „Gábor bácsit“, akit a kis Irénke említett s elsősorban Adler adósai között kereste. Csakhamar rá is bukkant egy molnárlegény személyében, akit a gazdája elbocsátott a szolgálatból, mire Adler arra kérte a gazdát, hogy tartsa vissza a  legény ruháit addig, amíg 5 forintnyi adósságát neki meg nem adja. Ezért számolt le ilyen kegyetlen módon a legény Adlerrel. Először Adlert sújtotta le a baltával, azután a férje segítségére jövő asszonyt mészárolta le és vele együtt a két leginkább jajveszékelő  gyermeket is. A csendőrség elfogta és beszállította a kaposvári fogházba. 
Az áldozatokat 1896. július 1-jén temették el. Az árván maradt gyermekek számára Herczeg Hugó Székesfehérvárott 30 forintot gyűjtött.
A Budapesti Hírlap 1902. július 10-ei száma beszámol arról, hogy előző nap a csendőrség Garesnicán elfogta Nikola Legac rablógyilkost, aki bevallotta, hogy hat esztendővel korábban ő gyilkolta meg Somogy megye Szill községében Adler korcsmárost, feleségét és két gyermekét. Bűntársai azóta meghaltak és így csak őt vonták felelősségre tettéért.